# Kristian Haugaard
Kristian Haugaard Jensen (født 27. februar 1991 i Aarhus) er en forhenværende cykelrytter fra Danmark. I 2010 blev han kåret til Årets Talent i dansk cykelsport.